# 塘村乡
塘村乡，是中华人民共和国江西省赣州市安远县下辖的一个乡镇级行政单位。

## 行政区划
塘村乡下辖以下地区：
白兔村、上龙村、塘村村、龙庄村、黄沙村和三联村。